# Bortkiszki I
Bortkiszki I (lit. Bartkiškė I) – wieś na Litwie, w okręgu uciańskim, w rejonie jezioroskim, w gminie Turmont. W 2011 roku liczyła 80 mieszkańców.

## Historia
W XIX wieku w granicach Rosji, w ujeździe nowoaleksandrowskim.
W dwudziestoleciu międzywojennym rozróżniano kolonię, folwark i zaścianek Bortkiszki. Miejscowości te leżały w Polsce w województwie wileńskim, w powiecie brasławskim, w gminie Smołwy.
Według Powszechnego Spisu Ludności z 1921 roku:
- kolonię zamieszkiwały 42 osoby, z czego 41 było wyznania rzymskokatolickiego a 1 mojżeszowego. Jednocześnie 41 mieszkańców zadeklarowało polską przynależność narodową a 1 żydowską. Łącznie zamieszkanych było 9 budynków[4]. Według Powszechnego Spisu Ludności z 1931 roku w 9 budynkach zamieszkiwało 68 osób[5].
- folwark zamieszkiwały 22 osoby, wszystkie były wyznania rzymskokatolickiego i zadeklarowały polską przynależność narodową. Łącznie zamieszkane były 2 budynki[4]. Według spisu z 1931 roku w 1 budynku zamieszkiwało 19 osób[5].
- zaścianek zamieszkiwało 17 osób, wszystkie były wyznania staroobrzędowego i zadeklarowały rosyjską przynależność narodową. Łącznie zamieszkane były 2 budynki[4]. Według spisu z 1931 roku w 3 budynkach zamieszkiwało 10 osób[5][5].

Wierni należeli do parafii rzymskokatolickiej w Smołwach i prawosławnej w Dryświatach. Miejscowość podlegała pod sąd grodzki w Turmoncie i okręgowy w Wilnie; właściwy urząd pocztowy mieścił się w Turmoncie.
Po II wojnie światowej Bortkiszki I znalazły się w granicach Związku Radzieckiego, w Litewskiej SRR, i weszły w skład rejonu jezioroskiego. W 1959 roku liczyły 82 mieszkańców, w 1970 roku – 109 mieszkańców, w 1989 roku – 134 mieszkańców, w 2001 roku – 106 mieszkańców.